# 南岩倉具威

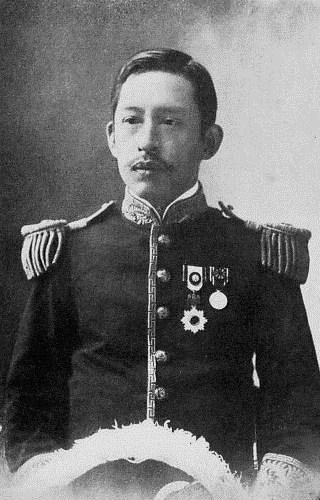
南岩倉具威

南岩倉 具威（みなみいわくら ともたけ、1869年7月10日（明治2年6月2日） - 1945年（昭和20年）10月11日）は、明治から昭和時代の華族、貴族院議員。爵位は男爵。

## 家系
堀河康隆の子。妻は従一位宮中顧問官岩倉具綱の娘、亥尾子。子に具勝、爵位を襲爵した具聡、具俊、紙恭輔の妻となった万佐子らがいる。

## 来歴
幼名は昌丸。従兄にあたる興福寺正知院住職・南岩倉具義（岩倉具視の長男）の養子となる。1884年（明治17年）に男爵を授爵、岩倉家の門流南岩倉家を相続する。その後、日本橋簡易商業夜学校（現在の中央学院大学）の初代校長なども務めた。1897年（明治30年）7月10日、貴族院男爵議員に就任し、1925年（大正14年）7月9日まで4期在任した。

## 栄典
位階
- 1918年（大正07年）07月10日 - 従三位[4]
- 1940年（昭和15年）07月01日 - 従二位[5]

勲章等
- 1940年（昭和15年）8月15日 - 紀元二千六百年祝典記念章[6]